# Caenoprosopon australe
Caenoprosopon australe är en tvåvingeart som först beskrevs av Ricardo 1915.  Caenoprosopon australe ingår i släktet Caenoprosopon och familjen bromsar. Inga underarter finns listade i Catalogue of Life.